# Glypta truncata
Glypta truncata är en stekelart som först beskrevs av Léon Abel Provancher 1883.  Glypta truncata ingår i släktet Glypta och familjen brokparasitsteklar. Inga underarter finns listade i Catalogue of Life.